# Grb Perua
Grb Perua sastoji se od štita na kojem se u gornjem lijevom uglu nalazi vikunja (životinja slična lami), u gornjem desnom hinona drvo, a u donjem dijelu rog ispunjen novčićima. Iznad grba nalazi se hrastova kruna, a oko grba se viore četiri peruanske zastave.

## Također pogledajte
- Zastava Perua